# 特洛昆
特洛昆是博茨瓦納東南部的城鎮，由東南區負責管轄，毗鄰首都哈博羅內，是哈博羅內的衛星城，距離東面的南非邊界15公里，2001年人口21,133。
24°40′S 25°58′E / 24.667°S 25.967°E